# 張通古
張通古（1088年—1156年），字乐之，金朝初年易州易县人。
辽朝天庆年间进士。在金国为工部侍郎。天眷元年（1138年）担任江南招谕使到临安，自称大国之卿相当于小国之君，对宋高宗傲慢无礼。回到金国就主张毁约侵南宋，最后官至司徒，封曹王。

## 延伸阅读
[在维基数据编辑]
 《金史·卷83》，出自脱脱《遼史》